# NGC 5240
NGC 5240 est une galaxie spirale barrée située dans la constellation des Chiens de chasse. Sa vitesse par rapport au fond diffus cosmologique est de 2 444 ± 15 km/s, ce qui correspond à une distance de Hubble de 36,04 ± 2,53 Mpc (∼118 millions d'al). NGC 5240 a été découverte par l'astronome germano-britannique William Herschel en 1785.
La classe de luminosité de NGC 5240 est III-IV et elle présente une large raie HI. Selon la base de données Simbad, NGC 5240 est une galaxie de Seyfert de type 2.
En raison d'une brillance de surface égale à 14,16 mag/am2, on peut qualifier NGC 5240 de galaxie à faible brillance de surface (LSB en anglais pour low surface brightness). Les galaxies LSB sont des galaxies diffuses (D) avec une brillance de surface inférieure de moins d'une magnitude à celle du ciel nocturne ambiant.
À ce jour, une dizaine de mesures non basées sur le décalage vers le rouge (redshift) donnent une distance de 45,730 ± 10,021 Mpc (∼149 millions d'al), ce qui est à l'extérieur des valeurs de la distance de Hubble. Notons que c'est avec la valeur moyenne des mesures indépendantes, lorsqu'elles existent, que la base de données NASA/IPAC calcule le diamètre d'une galaxie et qu'en conséquence le diamètre de NGC 5240 pourrait être d'environ 22,0 kpc (∼71 800 al) si on utilisait la distance de Hubble pour le calculer.